# Sa'erdaban Xiang
Sa'erdaban Xiang (kinesiska: 萨尔达坂乡, 萨尔达坂) är en socken i Kina. Den ligger i den autonoma regionen Xinjiang, i den nordvästra delen av landet, omkring 21 kilometer sydväst om regionhuvudstaden Ürümqi. Antalet invånare är 9 922. Befolkningen består av 4 552 kvinnor och 5 370 män. Barn under 15 år utgör 17,0 %, vuxna 15-64 år 77 %, och äldre över 65 år 4,0 %.
Genomsnittlig årsnederbörd är 311 millimeter. Den regnigaste månaden är november, med i genomsnitt 54 mm nederbörd, och den torraste är januari, med 11 mm nederbörd.